# Marmosa robinsoni
Espèce
Répartition géographique
Statut de conservation UICN

 LC  : Préoccupation mineure
Marmosa robinsoni est une espèce d'opossum de la famille des Didelphidae. Il est originaire du Pérou, de Colombie, du Panama, du Guatemala et du Vénézuela.